# Зорський санджак
Зорський санджак або Мутасаррифат Дейр-ез-Зор — адміністративно-територіальна одиниця Османської імперії. Існував у 1857—1917 роках з площею 100 тис. км². Утворився з частини вілайєту Алеппо (на теперішніх землях Сирії та Туреччини).

## Історія
Тривалий час ці землі входили до Діярбекірського, а потім Багдадського еялетів. У 1857 році створено окремий санджак Дейр-ез-Зор. Того ж року його передано до вілайєту Алеппо. Тривалий час був важливим місто захисту володінь Османської імперії в північній Сирії та Месопотамії.
У 1870-х роках у близькосхідних володіннях османів відновлюються рухи за самостійність підкорених народів. З огляду на це султанських уряд вжив заходів для зменшення напруги та покращення управління належними землями. У 1880 році створено окремий мутасаррифат (автономний санджак) з адміністративним центром в Дейр-ез-Зор. В такому статусі він існував до розпаду Османської імперії у 1922 році.
Під час геноциду вірмен значну частину їх переміщено до концентраційного табору «Дейр-ез-Зор», а депортований ассирійців — до концентраційного табору «Рас аль-Айн». У 1916 році за угодою Сайкса-піко ці землі повинні були розділити між собою Франція та Велика Британія, за перемовинами 1918 року частина мутасаррифату планували передати до держави Курдистан. У 1920—921 роках його землі стали місцем боротьби між Францією та Турецькою республікою. В результаті південні та східні кази (райони) увійшли до мандатної території Сирія, а північні — до Туреччини.

## Структура
Мутассарифат складався з 4 кази: Дейр-ез-Зор, Рас аль-Айн, Аль-Ашарах, Абу-Кемаль.

## Населення
Відповідно до перепису 1914 року тут мешкало близько 100 тис., більшість з яких були арабами. Існували меншини вірмен, ассирійців, халдеїв. Також мешкали курди, турки.

## Економіка
Основу становили землеробство і тваринництво. Тут вирощували пшеницю, ячмінь, кукурудзу, кунжут, переважно для внутрішнього споживання. Також розводили кіз та верблюдів. Водночас Дейр-ез-Зор було важливим транзитним місцем з Мосула і Багдада до Алеппо. Тому тут розміщувалися каравн-сараї, ринки, податки з яких поповнювали місцеву скарбницю.